# رحلة يوسف (فلم)
رحلة يوسف، فيلم سينمائي روائي سوري طويل من إنتاج المؤسسة العامة للسينما عام 2022، وإخراج جود سعيد، الذي تشارك كتابة السيناريو مع الصحافي السوري وسام كنعان، وبطولة النجم السوري أيمن زيدان (بدور الجد)، مع ربى الحلبي (بدور الخالة)، سامر عمران (بدور زعيم المليشيا)، وائل أبو غزالة، وائل زيدان، سيرينا محمد، نور الصباح غزال، حيان بدور، أحمد درويش، هبة زيني، جواد السعيد، محسن عباس، ليلى ابراهيم، سمير منون.

### قصة الفيلم
يسرد الفيلم قصة "الجد يوسف" الذي لم تخرجه الحرب في سورية ولا الميليشيات المسلحة التي سيطرت على قريته من منزله، لكن الخوف على الحب وحده هو الذي دفعه للفرار بحفيده زياد، يتيم الأب والأم، مع حبيبته المراهقة هاجر وخالتها نحو الحدود اللبنانية بعدما حاول أحد زعماء الميليشيات "عبد الهادي" الاستيلاء على الفتاة ذات الـ16 عاماً.
تمتد الرحلة ولا تنتهي عند الوصول للحدود، حيث يجد الأربعة أنفسهم أسرى مخيم للاجئين تتجسّد فيه كل معاني الاستغلال والاستقواء على الضعيف والاتجار في البشر، ويضطر يوسف إلى الزواج من خالة هاجر لحمايتها والإبقاء على الحبيبين المراهقين معاً.
ورغم سوء الأوضاع داخل المخيم والمشكلات اللانهائية يومياً، تلوح بارقة أمل في الخروج من هذا المستنقع عن طريق مخرجة شابة تصنع فيلماً وثائقياً عن اللاجئين، وتكتشف موهبة زياد في لعب كرة القدم فتقدم له فرصة للاحتراف والسفر بعيداً، وهو ما يفجر شعوراً مخيفاً عند الجد من فقد الحفيد للأبد بعدما كرّس عمره لتربيته.
وفي ظل الأوضاع المتدهورة داخل المخيم وتزايد المخاطر، خصوصاً مع ظهور زعيم الميليشيا المسلحة التي هربت منها عائلة يوسف من جديد، يقبل، أخيراً، الجد بسفر زياد ويسارع بتزويجه من هاجر لتصحبه، لكن القدر لا يبستم لهما في النهاية.

### طاقم العمل
- فكرة: أيمن زيدان وجود سعيد
- سيناريو: وسام كنعان وجود سعيد
- مدير التصوير: وائل عز الدين
- مدير الإنتاج: سامر رحال
- مساعد مخرج أول: سومر ابراهيم
- ديكور: رشا نجار
- مهندس الصوت: مهدي زاده
- مكياج: أحمد حيدر
- ملابس: ريا قطيش
- اكسسوار: ربا كنج
- مساعد مخرج ثاني: هوزان فارس
- مساعد مخرج ثالث: مرح سعيد
- سكريبت: بتول جديد
- مدير موقع ومساعد إخراج: سمير منون
- فوكس بولر: طارق شميط
- كبيرا فنيي الإضاءة: ابراهيم مطر وحسان مارديني
- فوتوغراف وميكينغ أوف و (DIT): أشرف زينة[2]

### الاستقبال النقدي
《استفاد جود سعيد من لعبة الفيلم الوثائقي داخل فيلم "رحلة يوسف، لتنويع الكوادر، والأهم إيجاد منصات "اعترافية” لشخوص الفيلم، كي يصرحوا بمكنوناتهم من مخاوف وقلق وطموحات وآمال.
المخضرمان أيمن زيدان وسامر عمران، يتقاسمان لعبة الأداء، زيدان عملاق بإدارة الصمت، وعمران براق بإدارة الكلام. تواطؤهما مع جود سعيد، فني وإنساني وكيمائي. فهم أيمن زيدان لشخصية "يوسف” دفعه إلى نبش مشاعرها ومكنوناتها لا إلى تمثيلها، بإدراك منه أن شخصية "يوسف”تمثله في الحياة كما في السينما.
"المروجيكي” سامر عمران نسبة إلى الكاتب المسرحي البولندي سلافومير مروجيك، عفريت لغة الجسد ولغة الحوار، ويعرف كيف يتحرر كمسرحي من صرامة ضوابط الكادر السينمائي، وكيف يولد حيوية تركت طيف روح شخصية "عبد الهادي"، تحوم طوال مدة الفيلم إلى ما بعد "موته".
ولوج جود سعيد إلى عمق المأساة السورية، هو ولوج ابن الدار، "سينماه” كذلك، يؤلفها وتؤلفه، يكتب لها وتكتبه، تماه وأكثر ويكاد مشاهد أعماله لا يدرك الخط الفاصل بين السينما والحياة، حتى يكتشف أنه شريك في ما يرى، بالفعل ربما أو بسكوت أبلغ من فعل. وهذه الشراكة بين المبدع والمتلقي نابعة بالأساس من شراكة "جذرية”بين أعضاء عائلة فريق العمل .
هذه الشراكة تسمح للمخرج سعيد أن ينتج أعماله بميزانيات متقشفة، و"رحلة يوسف” أكثرها تقشفاً عن المعقول. مع ذلك، نحن إزاء عمل فذ بكافة مستوياته، وما الحفاوة والجوائز التي يحصدها "رحلة يوسف” في العديد من المهرجانات والفعاليات السينمائية العربية والعالمية، إلا توكيد على قيمة سوريا في الفن والثقافة والتاريخ.》
- حسين قطايا - موقع الميادين.
《أيمن زيدان في دور يوسف يسحق كل الشخصيات الثانوية التي من حوله، حضوره يدوس على كل شيء، وفي المقابل يتحمل جزءاً من بلوغ الفيلم هذا المستوى من الدراما وحتى الإيقاع، "من يوم ما طلعنا من بلدنا تغيرت أحلامنا"، يقول الرجل الذي يمكن أن يستغني عن أسطر بنظرة واحدة، وهي دائماً تحمل قدراً من الحيرة والالتباس والتحدي، يستخدمه المخرج على مستويين، ضمن سياق روائي محض، وآخر أقرب إلى الوثائقي، حيث تنتقل الشخصية من كونها يوسف إلى كونها أيمن زيدان.》
- هوفيك حبشيان - موقع إندبنتنت عربية.

### العروض والجوائز
- مهرجان القاهرة السينمائي (2022)
- مهرجان تارانتو السينمائي الدولي في إيطاليا بدورته الثامنة (2022) - الجائزة الذهبية.[5]
- مهرجان روتردام للفيلم العربي (2023).[6]
- مهرجان كازابلانكا للفيلم العربي بدورته الرابعة (2023) - جائزة أفضل سيناريو في مسابقة الأفلام الروائية الطويلة.[7]

## وصلات خارجية
- مقالات تستعمل روابط فنية بلا صلة مع ويكي بيانات